# ジェイムズ・ジョーダン
ジェイムズ・ジョーダン（James S. Jordan）は、アメリカの経済学者。現在、ペンシルベニア州立大学経済学部教授。情報効率性を満たす資源配分のメカニズムは競争的市場のみであることを証明したことで知られる。